# Jean de Bourbon, comte d’Enghien

Wappen von Jean de Bourbon

Jean de Bourbon (* 16. Juli 1528 im Château de La Fère; † 10. August 1557 in der Schlacht bei Saint-Quentin) war ein Prinz von Geblüt als Angehöriger der Linie Vendôme der Bourbonen.
Er war 3. Graf von Soissons, Graf von Enghien (1546), 5. Herzog von Estouteville (1557), Baron de Nogent, de Baugé et de Montigny.

## Leben
Jean de Bourbon war das elfte von dreizehn Kindern von Charles IV. de Bourbon, Herzog von Vendôme, und Françoise d’Alençon. 1546 wurde er Graf von Enghien nach dem Unfalltod seines älteren Bruders François.
1551 wurde er mit seinem jüngeren Bruder, dem Prince de Condé, in der Auseinandersetzung um das Herzogtum Parma zur Verstärkung der französischen Armee im Piemont geschickt.
Per Ehevertrag vom 14. Juni 1557 heiratete er seine Cousine Marie de Bourbon-Saint-Pol, Herzogin von Estouteville, Gräfin von Saint-Pol und Pair von Frankreich, Erbtochter von François I. de Bourbon, Graf von Saint-Pol († 1545) und Adrienne d’Estouteville, Herzogin von Estouteville. Die Ehe blieb ohne Nachkommen.
Am 10. August 1557 – knapp zwei Monate nach seiner Hochzeit – fiel er während des Kriegs Philipps II. gegen Heinrich II. in der Schlacht bei Saint-Quentin.
Seine Witwe heiratete im  September 1561 in zweiter Ehe François I. de Clèves, Herzog von Nevers († 1562, die Ehe wurde noch 1561 wieder geschieden), im Juli 1563 Léonor d’Orléans, Herzog von Longueville († 1573). Sie selbst starb im April 1601.

## Porträts von Jean de Bourbon

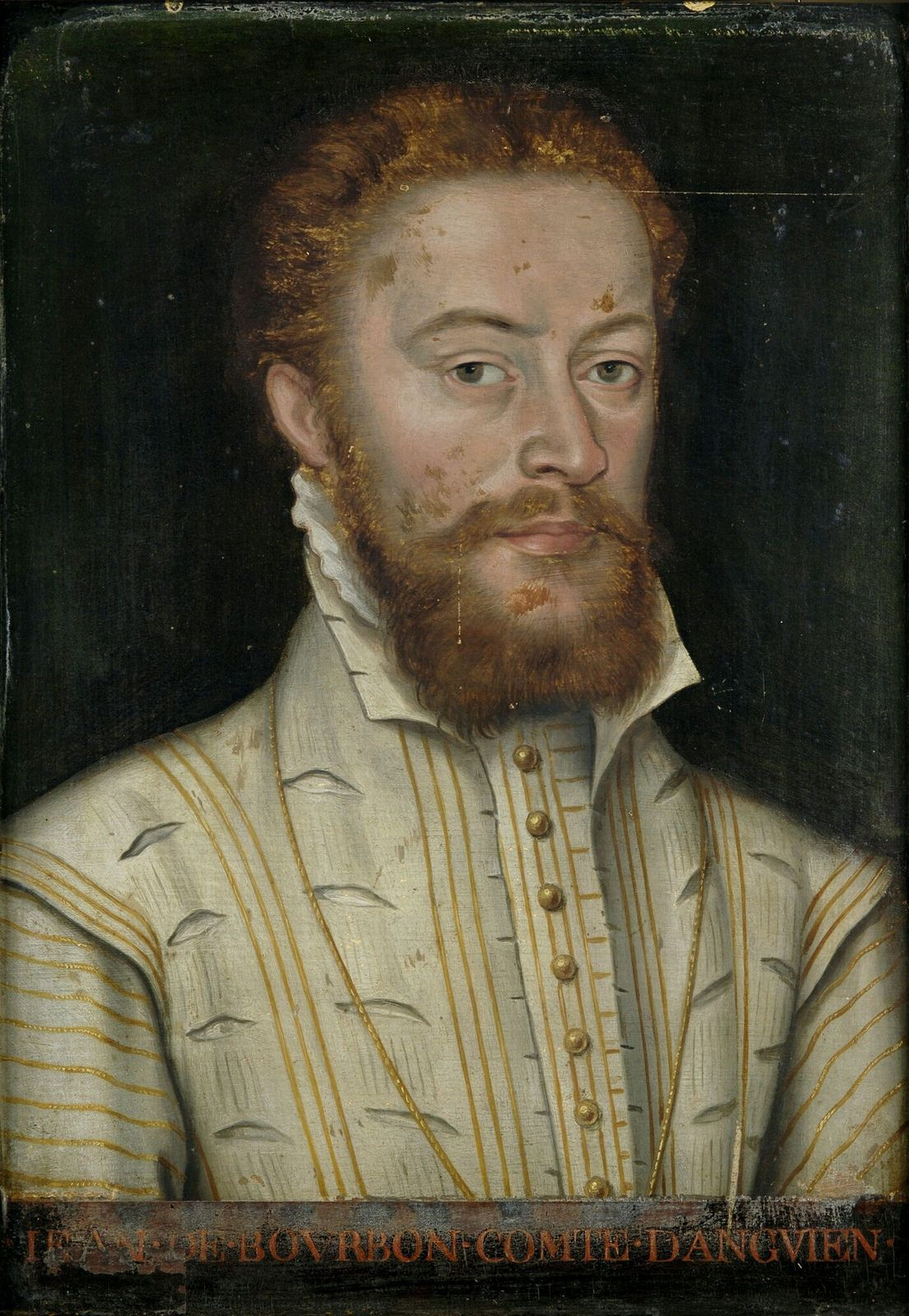
Porträt von Jean de Bourbon, Comte de Soissons, Anonym, 16. Jahrhundert, Musée de l’Histoire de France, Versailles
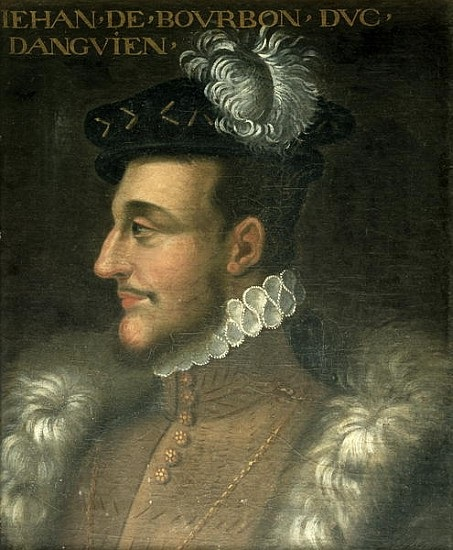
Porträt von Jean de Bourbon, Comte de Soissons, Anonym, 17. Jahrhundert, Galerie des illustres im Schloss Beauregard
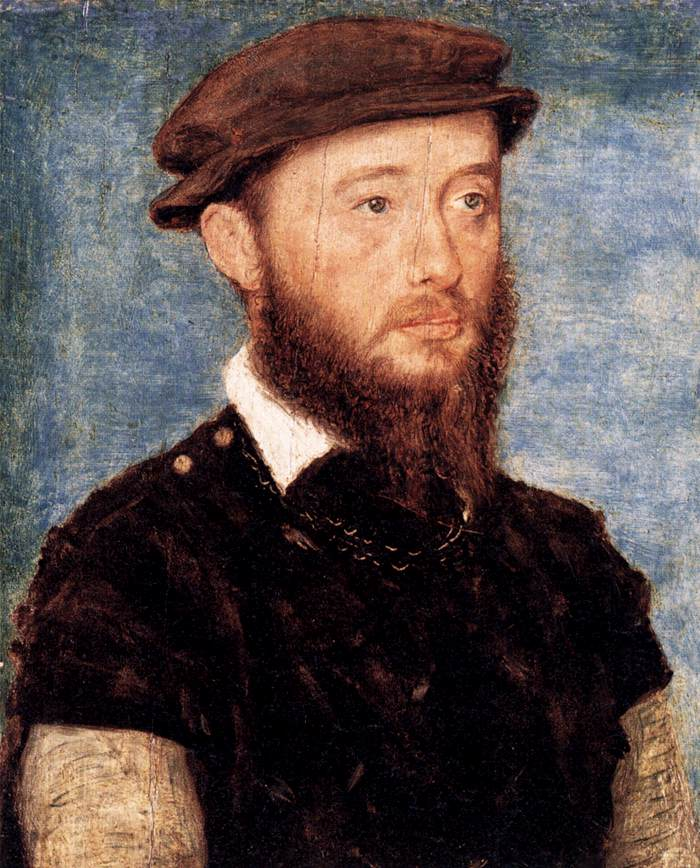
Porträt wohl von Jean de Bourbon, Comte de Soissons, Corneille de Lyon, um 1550, Musée du Louvre